# Wiedomys cerradensis
Wiedomys cerradensis is een knaagdier uit de familie Cricetidae dat voorkomt in de cerrado van Brazilië. Hij is ook genoemd naar die cerrado. De soort is bekend van één plaats, Fazanda Sertão de Formoso in Jaborandi, Bahia.
Het is een relatief klein dier met een staart langer dan de kop-romplengte. De vacht is zacht en dicht en op de bek, oren, oogring en romp lichtoranje. De rest is grijsachtig bruin. Hij heeft 60 chromosomen.
W. cerradensis is de derde bekende soort van het geslacht Wiedomys. De andere twee zijn de algemene W. pyrrhorhinos uit de caatinga van Brazilië en de fossiele W. marplatensis uit Argentinië. Dat toont aan dat Wiedomys, waarschijnlijk de laatste vertegenwoordiger van een oude groep, een grotere evolutionaire diversiteit heeft dan lang werd gedacht.
1. ↑  (en) Wiedomys cerradensis op de IUCN Red List of Threatened Species.